# Tärnskär (Kökar, Åland)
Tärnskär är en ö i Åland (Finland). Den ligger i Skärgårdshavet och i kommunen Kökar i landskapet Åland, i den sydvästra delen av landet. Ön ligger omkring 56 kilometer öster om Mariehamn och omkring 230 kilometer väster om Helsingfors.
Öns area är 5 hektar och dess största längd är 330 meter i nord-sydlig riktning. Ön höjer sig omkring 10 meter över havsytan.